# Wasabi

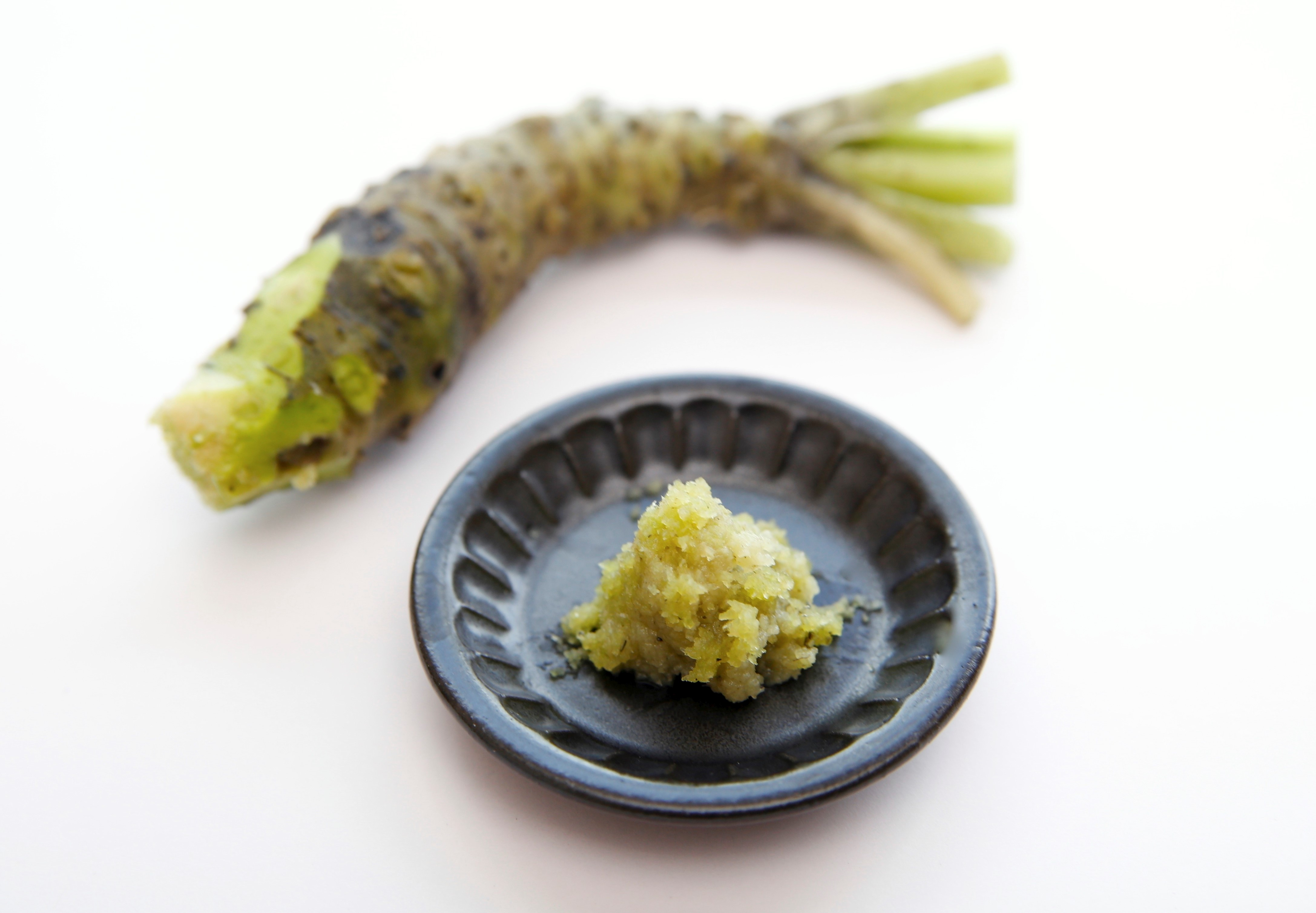
Wasabi

Wasabi (Japans,山葵) is een scherpe specerij uit de Japanse keuken, die vaak gebruikt wordt bij sushi- en andere visgerechten, en de plant waarvan deze specerij wordt gemaakt.

## Wasabiplant

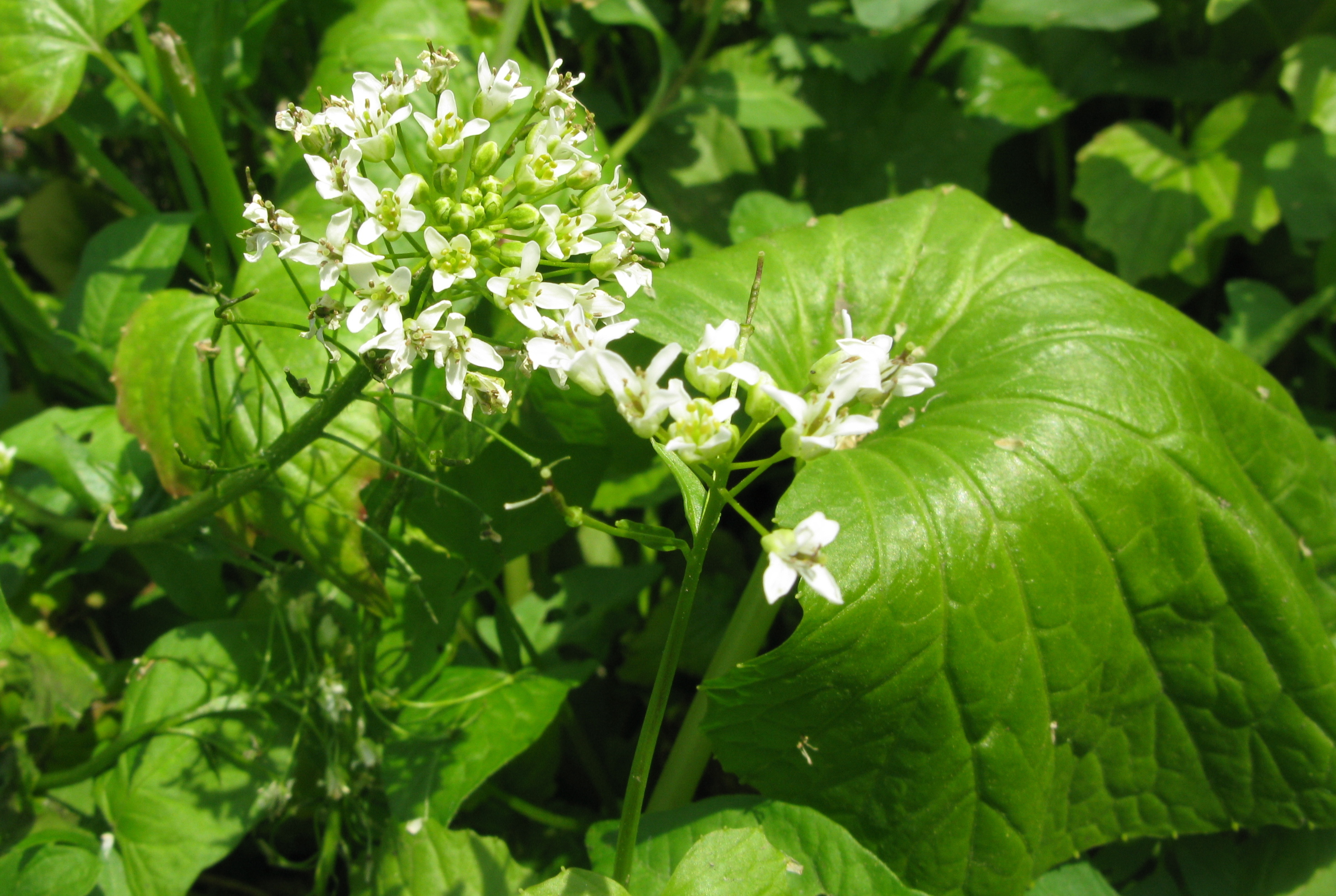
Bloeiende plant

De plant waarvan wasabi vervaardigd wordt, is de Wasabia japonica (synoniem: Eutrema japonicum), die 20 tot 60 cm hoog wordt. De wortelstok is ongeveer 30 cm lang en 3-5 cm dik.
De plant is niet geheel winterhard en heeft een hoge en constante luchtvochtigheid nodig. In de vrije natuur komt de oeverplant enkel in Japan en op het Russische eiland Sachalin voor.

### Kweek
Wasabi wordt hoofdzakelijk verbouwd in Japan. Aanplant is er daarnaast in Taiwan, Korea, Israël, Thailand, de Verenigde Staten en Nieuw-Zeeland. In Europa wordt de plant gekweekt in IJsland, het Verenigd Koninkrijk en sinds 2016 ook in Nederland. In Japan worden de planten meestal in de stenige beddingen van rivieren of van terrasvormig aangelegde beken aangeplant. Buiten Japan vindt dit ook in kassen plaats. De kweek is niet eenvoudig, ook omdat de plant een groeiperiode van minimaal 1,5 jaar nodig heeft om tot een geschikte wortel te komen.

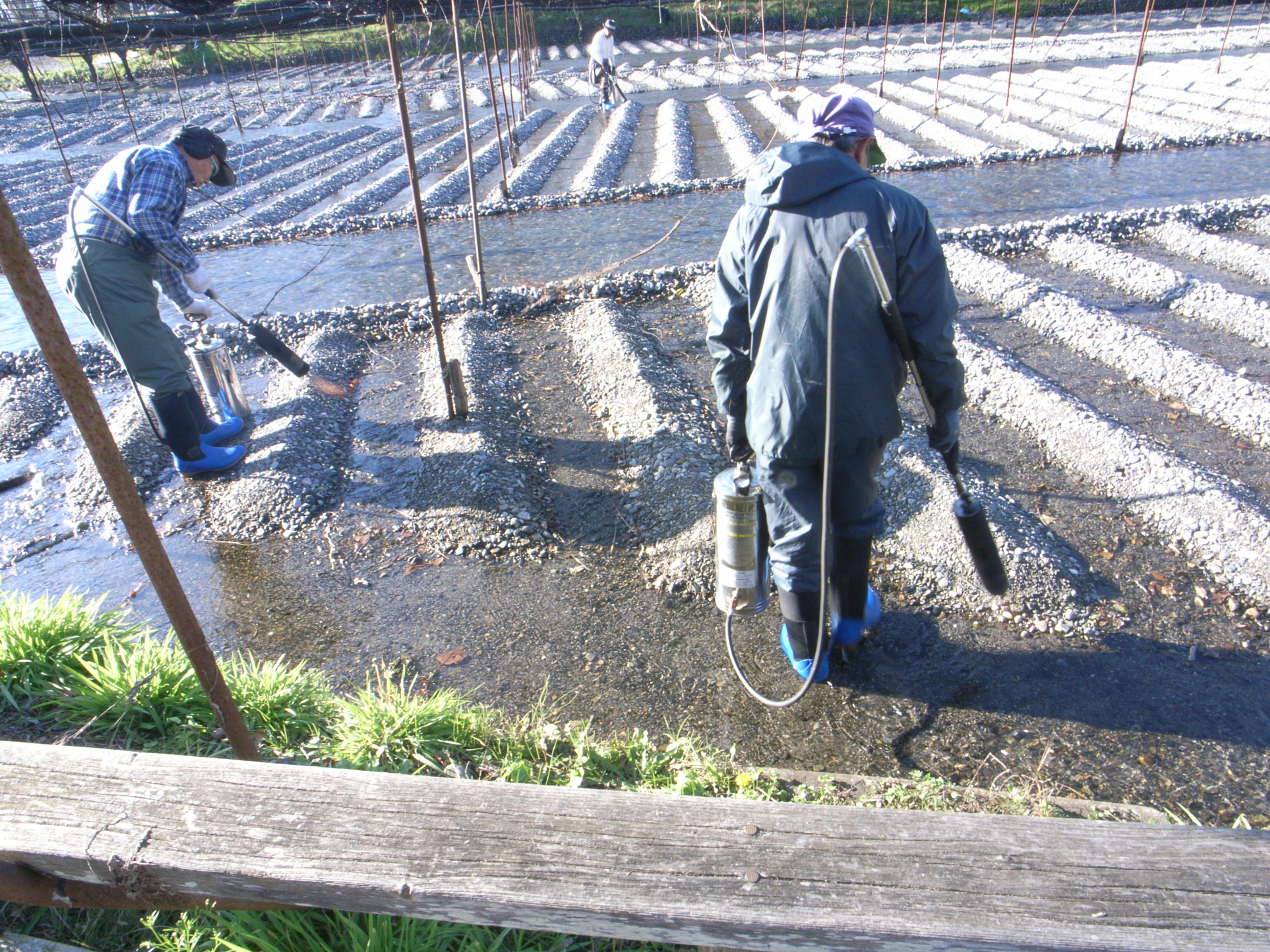
De aanleg van een plantage
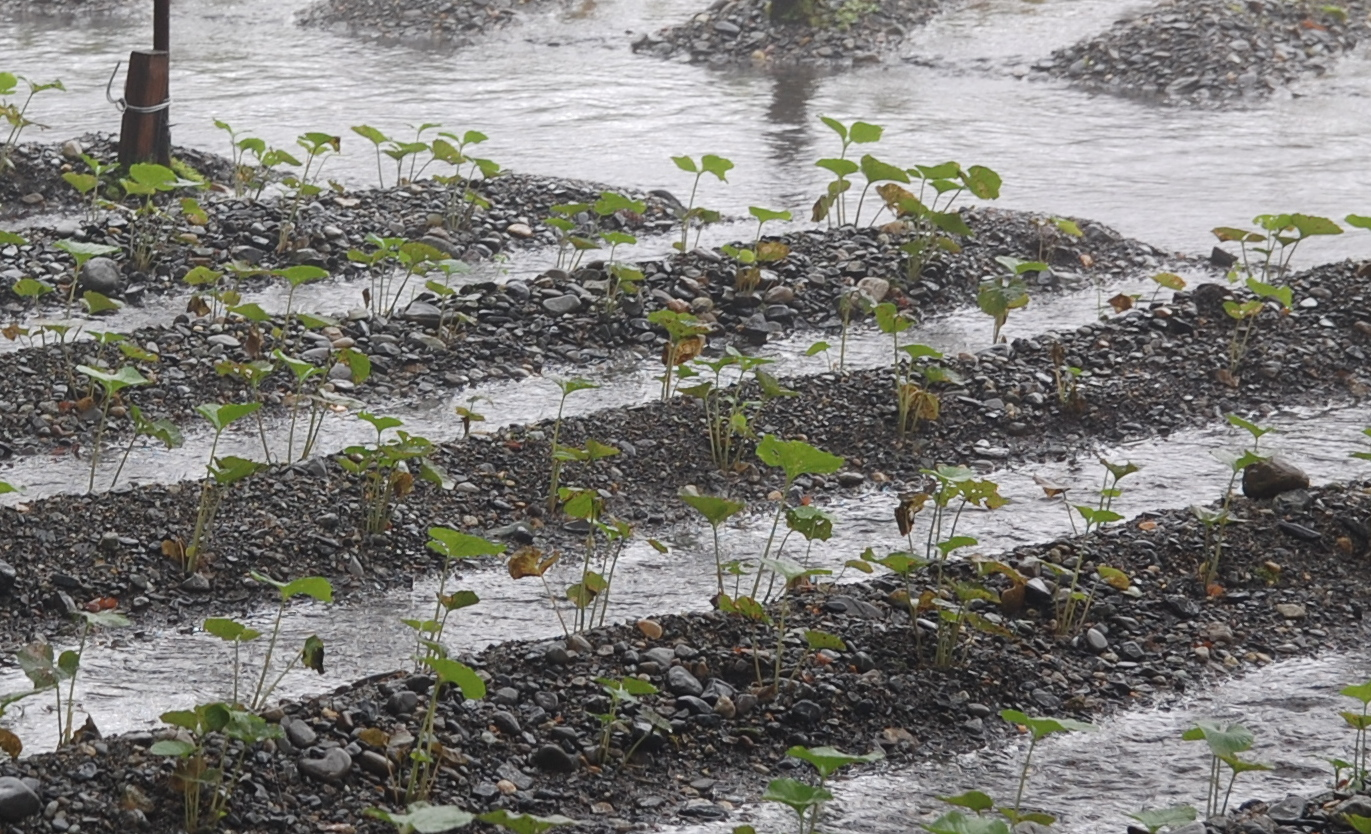
Jonge planten
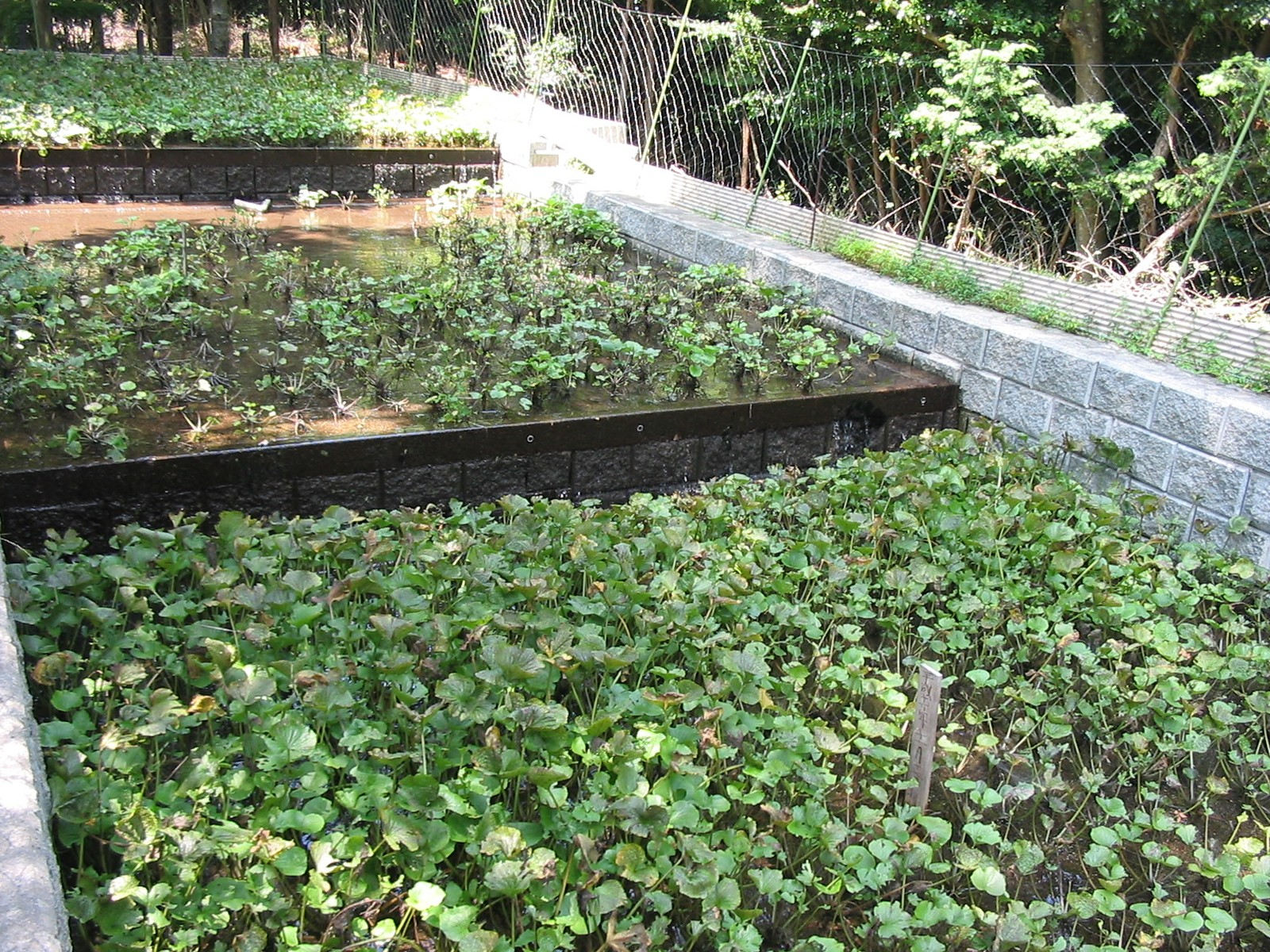
Aanplant op terrassen
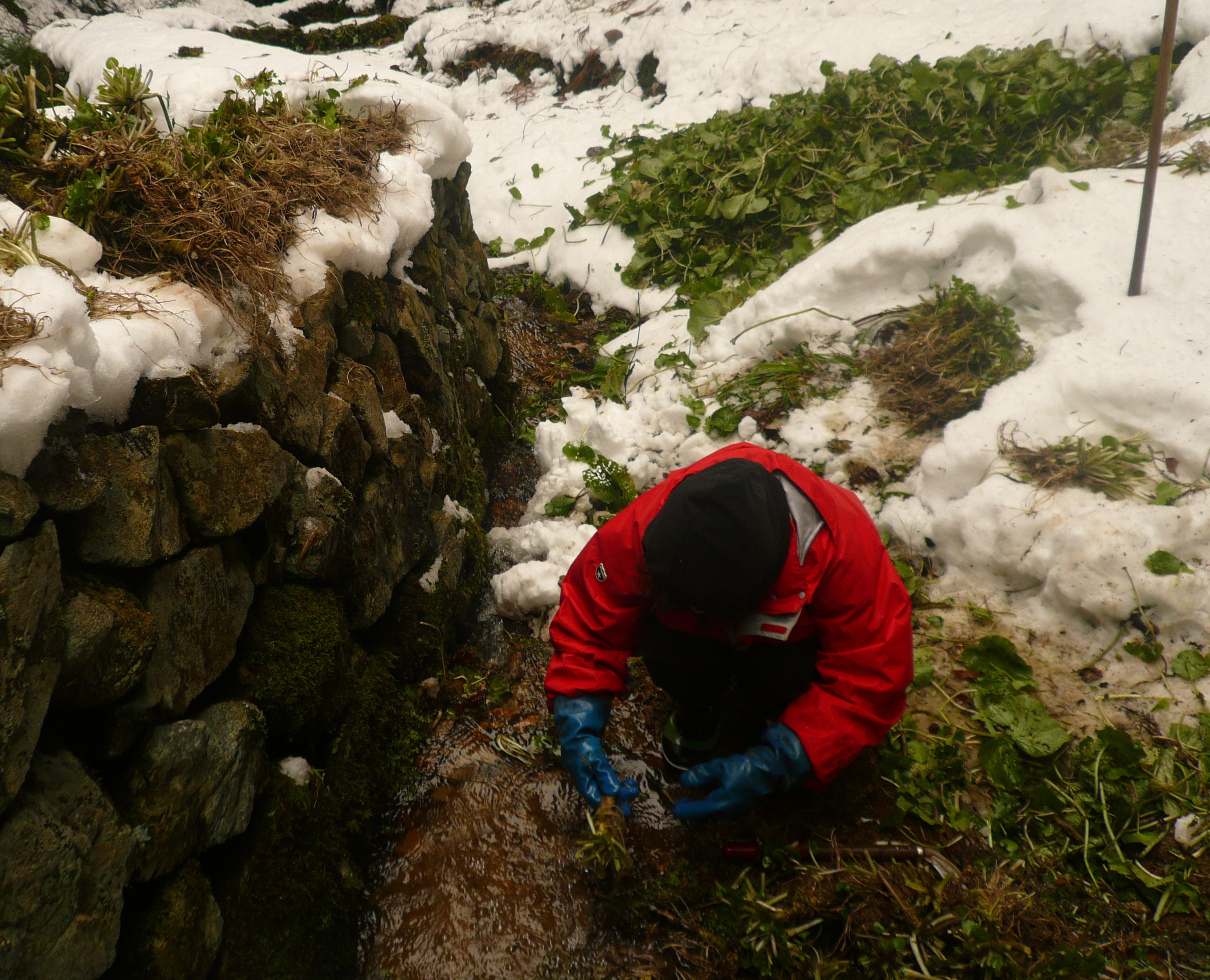
De oogst

## Verwerking en smaak

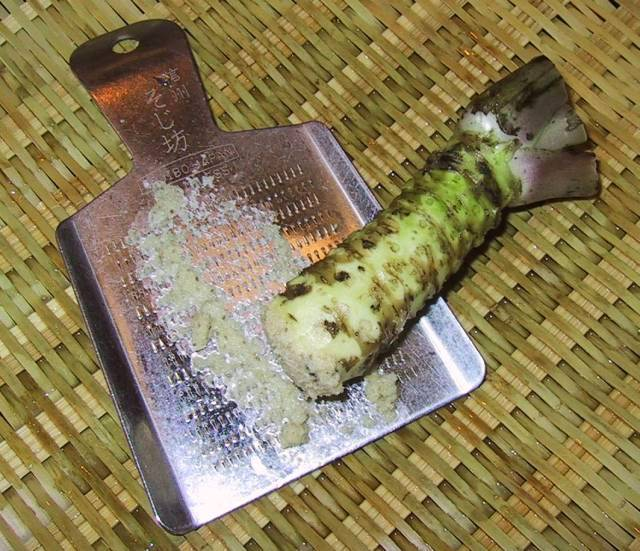
Het raspen op traditionele wijze

De op mosterd gelijkende, groene wasabi-substantie wordt gemaakt van de wortelstam van de plant. Traditioneel worden in Japan daarvoor raspen met een bekleding van haaienhuid gebruikt. De wortels worden verwerkt tot een pasta of gevriesdroogd poeder. De scherpe smaak van echte wasabi is anders dan die van mierikswortel, maar wordt bij beide bepaald door verschillende mosterdolies.

### Imitatieproduct
De meeste 'wasabi' die verkocht wordt, is niet gemaakt van de plant Wasabia japonica. Het is een imitatie, die gemaakt is van groengekleurde radijs, of een mengsel van mierikswortel, radijs, mosterd, bladgroen en andere stoffen. Ook in Japan wordt vaak imitatiewasabi gebruikt, het wordt onder meer in tubes en in poedervorm op de markt gebracht. Alleen in de betere sushirestaurants in Japan en daarbuiten wordt echte wasabi in de sushi verwerkt.

## Varia
- De wortels bevatten stoffen die sommige schimmels en bacteriën vernietigen. De wasabi blijkt daarom ook bruikbaar voor het reinigen en beschermen van papyrus, beter dan chemicaliën.[4]